# Transport
Transpórt (latinsko trans- - prek- + portare - nesti) označuje prenos ali prevoz ljudi oziroma dobrin z enega kraja na drug kraj. Omogočajo ga, prvo - prevozna sredstva, s katerimi se ga opravlja in pa drugo - infrastruktura, ki omogoča prvim sredstvom, da po njej le ta potekajo, oziroma se transportirajo (prevažajo, pretakajo ali kakorkoli že, odvisno pač od načina). 
Prevoz je del transporta. Prevoz je le sprememba kraja pošiljke ali ljudi, kar pa ne vključuje kakršnih koli storitev.  
Transport lahko delimo na transport ljudi in transport dobrin.
Prevoz oz. transport je ožji pojem od prometa. Prevoz je specializirana dejavnost, ki s pomočjo prometne infrastrukture in prometne suprastrukture omogoča proizvodnjo prometne storitve.

## Razvrstitev po uporabljenih prometnih sredstvih
- kopenski prevoz
  - cestni prevoz
  - železniški prevoz
- ladijski prevoz
- letalski prevoz
- cevovodni transport

Za transport se uporabljajo tudi amfibijska ali podzemna vozila. Tudi dostava materiala z raketo v tirnico, ali na drugo celino je vrsta transporta, ki pa ni učinkovita zaradi uničenja prevoznega sredstva med dostavo.